# Chenopodium auricomiforme
Chenopodium auricomiforme là loài thực vật có hoa thuộc họ Dền. Loài này được Murr & Thell. mô tả khoa học đầu tiên năm 1915.